# بهرام حسینی مطلق
بهرام حسینی مطلق سرتیپ سپاه پاسداران انقلاب اسلامی است، که هم‌اکنون به‌عنوان فرمانده دانشگاه فرماندهی و ستاد سپاه پاسداران فعالیت می‌کند، همچنین ریاست اداره طرح عملیات امنیتی و انتظامی ستاد کل نیروهای مسلح را برعهده دارد. وی در خلال جنگ ایران و عراق از اعضای سپاه پاسداران بود.
حسینی مطلق از ۱۳۸۸ تا ۱۳۹۰ فرمانده سپاه سیدالشهدا بود و در فاصله سالهای ۱۳۹۰ تا ۱۳۹۳ فرماندهی سپاه امام حسن البرز را برعهده داشت. ۱۳ آوریل ۲۰۱۱ اتحادیه اروپا وی را به دلیل نقشی که در نقض گسترده و شدید حقوق شهروندان ایرانی داشته، تحریم کرد.

## سوابق اجرایی
بهرام حسینی مطلق در اسفند ماه سال ۱۳۸۸، جانشین علی فضلی و فرمانده سپاه سیدالشهدا استان تهران شد. در آبان ماه ۱۳۹۰، سرتیپ‌دوم پاسدار علی نصیری به عنوان جانشین بهرام حسینی مطلق فرمانده سپاه سیدالشهدا استان تهران معرفی شد و حسینی مطلق به فرماندهی سپاه امام حسن البرز منصوب گردید. بهرام حسینی مطلق در اردیبهشت ۱۳۹۳، از فرماندهی سپاه امام حسن مجتبی استان البرز تودیع و استاد حسینی به عنوان فرمانده سپاه استان البرز معارفه گردید.

## سرکوب معترضان انتخابات ۱۳۸۸
بهرام حسینی مطلق، اردیبهشت ماه ۱۳۹۰، در مراسم تودیع و معارفه مسئولان نمایندگی ولی فقیه در سپاه سیدالشهدا گفت: «سپاه سیدالشهدا قبل از تفکیک یکی از سپاه‌های محوری بود و در جریان فتنه سال ۸۸ خوش درخشید.» فرمانده وقت سپاه سیدالشهدا ادامه داد: «عملکرد این سپاه مورد تأیید مسئولان قرار گرفت و دشمنان با وجود این سپاه احساس خطر کردند و نام آن را در لیست سی و دو گزینه‌ای خود ثبت کردند». بهرام حسینی مطلق در طی این مصاحبه افزود: «دشمنان در ارتباط با سپاه سیدالشهدا اذعان داشتند که این سپاه نقش کلیدی در سرکوب فتنه ۸۸ داشته‌است.»

## تحریم اتحادیه اروپا
اتحادیه اروپا طی تصمیم مورخ ۲۳ فروردین ۱۳۹۰ (۱۳ آوریل ۲۰۱۱)، ۳۲ مقام ایرانی از جمله بهرام حسینی مطلق را به دلیل نقشی که در نقض گسترده و شدید حقوق شهروندان ایرانی داشته‌اند، از ورود به کشورهای این اتحادیه محروم کرد. کلیه دارایی‌های این مقامات نیز در اروپا توقیف خواهد شد.

## نقض حقوق بشر
بر اساس بیانیه اتحادیه اروپا، بهرام حسینی مطلق به واسطه فرماندهی لشکر سپاه سیدالشهدا استان تهران، به دلیل نقش کلیدی این لشکر در سازماندهی سرکوب معترضان به نتایج انتخابات ریاست جمهوری ۱۳۸۸ مورد تحریم قرار گرفته‌است